# Partecipanti al Tro-Bro Léon 2023
Elenco dei partecipanti al Tro-Bro Léon 2023.
Il Tro-Bro Léon 2023 è stata la trentanovesima edizione della corsa. Alla competizione presero parte ventidue squadre: sei con licenza UCI World Tour 2023, tredici dell'UCI ProTeam e tre UCI Continental Team.
Partenza con 151 ciclisti accreditati.

## Corridori per squadra
| Team Arkéa-Samsic           | Team Arkéa-Samsic           | Team Arkéa-Samsic           | Lotto Dstny              | Lotto Dstny              | Lotto Dstny              | AG2R Citroën Team       | AG2R Citroën Team       | AG2R Citroën Team       |
| --------------------------- | --------------------------- | --------------------------- | ------------------------ | ------------------------ | ------------------------ | ----------------------- | ----------------------- | ----------------------- |
| N°                          | Ciclista                    | Clas.                       | N°                       | Ciclista                 | Clas.                    | N°                      | Ciclista                | Clas.                   |
| 1                           | Hugo Hofstetter             | 23°                         | 11                       | Arnaud De Lie            | 2°                       | 21                      | Stan Dewulf             | 21°                     |
| 2                           | Jenthe Biermans             | R                           | 12                       | Cédric Beullens          | 94°                      | 22                      | Lawrence Naesen         | R                       |
| 3                           | Kévin Ledanois              | R                           | 13                       | Frederik Frison          | 53°                      | 23                      | Pierre Gautherat        | R                       |
| 4                           | Matis Louvel                | 80°                         | 14                       | Jasper De Buyst          | 79°                      | 24                      | Oliver Naesen           | 45°                     |
| 5                           | Daniel McLay                | R                           | 15                       | Jarne Van de Paar        | R                        | 25                      | Antoine Raugel          | 36°                     |
| 6                           | Élie Gesbert                | 27°                         | 16                       | Brent Van Moer           | 20°                      | 26                      | Bastien Tronchon        | 56°                     |
| 7                           | Laurent Pichon              | 7°                          | 17                       | Florian Vermeersch       | 8°                       | 27                      | Clément Venturini       | 6°                      |
| Team DSM                    | Team DSM                    | Team DSM                    | Groupama-FDJ             | Groupama-FDJ             | Groupama-FDJ             | Cofidis                 | Cofidis                 | Cofidis                 |
| N°                          | Ciclista                    | Clas.                       | N°                       | Ciclista                 | Clas.                    | N°                      | Ciclista                | Clas.                   |
| 32                          | Pavel Bittner               | R                           | 41                       | Samuel Watson            | 10°                      | 51                      | Axel Zingle             | 12°                     |
| 33                          | Sean Flynn                  | 34°                         | 42                       | Lewis Askey              | 16°                      | 52                      | Christophe Noppe        | 75°                     |
| 34                          | Lorenzo Milesi              | 58°                         | 43                       | Olivier Le Gac           | 19°                      | 53                      | Alexis Renard           | 82°                     |
| 35                          | Nils Eekhoff                | 3°                          | 44                       | Paul Penhoët             | 84°                      | 54                      | Eddy Finé               | 4°                      |
| 36                          | Leon Heinschke              | R                           | 45                       | Laurence Pithie          | 43°                      | 55                      | Wesley Kreder           | R                       |
| 37                          | Tim Naberman                | R                           | 46                       | Bram Welten              | 30°                      | 56                      | Jelle Wallays           | 44°                     |
|                             |                             |                             | 47                       | Romain Grégoire          | 98°                      | 57                      | Max Walscheid           | 25°                     |
| Uno-X Pro Cycling Team      | Uno-X Pro Cycling Team      | Uno-X Pro Cycling Team      | Intermarché-Circus-Wanty | Intermarché-Circus-Wanty | Intermarché-Circus-Wanty | TotalEnergies           | TotalEnergies           | TotalEnergies           |
| N°                          | Ciclista                    | Clas.                       | N°                       | Ciclista                 | Clas.                    | N°                      | Ciclista                | Clas.                   |
| 61                          | Alexander Kristoff          | 12°                         | 71                       | Adrien Petit             | 38°                      | 81                      | Anthony Turgis          | 11°                     |
| 62                          | Tord Gudmestad              | R                           | 72                       | Julius Johansen          | 67°                      | 82                      | Thomas Bonnet           | 69°                     |
| 64                          | William Blume Levy          | 81°                         | 73                       | Hugo Page                | 18°                      | 83                      | Jason Tesson            | R                       |
| 65                          | Erik Resell                 | 24°                         | 74                       | Kevin Kuhn               | 60°                      | 84                      | Sandy Dujardin          | R                       |
| 66                          | Rasmus Tiller               | 5°                          | 75                       | Gerben Kuypers           | 50°                      | 85                      | Lorrenzo Manzin         | R                       |
| 67                          | Søren Wærenskjold           | 26°                         | 76                       | Madis Mihkels            | 96°                      | 86                      | Geoffrey Soupe          | 37°                     |
|                             |                             |                             | 77                       | Baptiste Planckaert      | 70°                      | 87                      | Mattéo Vercher          | 103°                    |
| Israel-Premier Tech         | Israel-Premier Tech         | Israel-Premier Tech         | Bingoal WB               | Bingoal WB               | Bingoal WB               | Burgos-BH               | Burgos-BH               | Burgos-BH               |
| N°                          | Ciclista                    | Clas.                       | N°                       | Ciclista                 | Clas.                    | N°                      | Ciclista                | Clas.                   |
| 91                          | Lahav Davidzon              | 107°                        | 101                      | G. Van Keirsbulck        | 42°                      | 111                     | Cyril Barthe            | 57°                     |
| 92                          | Giacomo Nizzolo             | 1°                          | 102                      | Luca De Meester          | 59°                      | 112                     | Clément Alleno          | 64°                     |
| 93                          | Reto Hollenstein            | 68°                         | 103                      | Cériel Desal             | R                        | 113                     | Jetse Bol               | 62°                     |
| 94                          | Jens Reynders               | 14°                         | 104                      | Karl Patrick Lauk        | R                        | 114                     | Jesús Ezquerra          | 35°                     |
| 95                          | Guy Sagiv                   | 93°                         | 105                      | Ludovic Robeet           | 108°                     | 115                     | Ángel Fuentes           | 65°                     |
| 96                          | Tom Van Asbroeck            | 32°                         | 106                      | Alexander Salby          | R                        | 116                     | Eric Fagúndez           | 113°                    |
| 97                          | Roi Weinberg                | 72°                         | 107                      | Floris De Tier           | 102°                     | 117                     | Felipe Orts             | 115°                    |
| Caja Rural-Seguros RGA      | Caja Rural-Seguros RGA      | Caja Rural-Seguros RGA      | Equipo Kern Pharma       | Equipo Kern Pharma       | Equipo Kern Pharma       | Euskaltel-Euskadi       | Euskaltel-Euskadi       | Euskaltel-Euskadi       |
| N°                          | Ciclista                    | Clas.                       | N°                       | Ciclista                 | Clas.                    | N°                      | Ciclista                | Clas.                   |
| 121                         | Julen Amezqueta             | 109°                        | 131                      | Urko Berrade             | 54°                      | 141                     | Carlos Canal            | 86°                     |
| 122                         | Orluis Aular                | R                           | 132                      | Francisco Galván         | 40°                      | 142                     | Xabier Azparren         | 110°                    |
| 123                         | Jon Barrenetxea             | 85°                         | 133                      | Pau Miquel               | R                        | 143                     | Enekoitz Azparren       | 111°                    |
| 124                         | Mulu Hailemichael           | 92°                         | 134                      | Álex Jaime               | 77°                      | 144                     | Unai Iribar             | R                       |
| 125                         | Calum Johnston              | R                           | 135                      | Martí Márquez            | 73°                      | 145                     | Xabier Berasategi       | 47°                     |
| 126                         | Joseba López                | 90°                         | 136                      | Mikel Retegi             | 106°                     | 146                     | Iker Ballarin           | 116°                    |
| 127                         | Joel Nicolau                | 88°                         | 137                      | Danny van der Tuuk       | 48°                      | 147                     | Antonio Jesús Soto      | NP                      |
| Q36.5 Pro Cycling Team      | Q36.5 Pro Cycling Team      | Q36.5 Pro Cycling Team      | Human Powered Health     | Human Powered Health     | Human Powered Health     | Team Flanders-Baloise   | Team Flanders-Baloise   | Team Flanders-Baloise   |
| N°                          | Ciclista                    | Clas.                       | N°                       | Ciclista                 | Clas.                    | N°                      | Ciclista                | Clas.                   |
| 151                         | Antonio Puppio              | 78°                         | 161                      | Chad Haga                | 76°                      | 171                     | Aaron Van Poucke        | 97°                     |
| 152                         | Szymon Sajnok               | R                           | 162                      | Pier-André Côté          | 31°                      | 172                     | Ruben Apers             | 39°                     |
| 153                         | Marcel Camprubi             | 100°                        | 163                      | Adam de Vos              | R                        | 173                     | Alex Colman             | 22°                     |
| 154                         | Fabio Christen              | 51°                         | 164                      | Colin Joyce              | 95°                      | 174                     | Sander De Pestel        | 99°                     |
| 155                         | Alessandro Fedeli           | R                           | 165                      | Barnabás Peák            | 55°                      | 175                     | Milan Fretin            | 29°                     |
| 156                         | Kamil Małecki               | R                           | 166                      | Benjamin Perry           | 52°                      | 176                     | Vincent Van Hemelen     | R                       |
| 157                         | Cyrus Monk                  | 89°                         | 167                      | Gijs Van Hoecke          | 66°                      | 177                     | Ward Vanhoof            | 63°                     |
| Bolton Equities Black Spoke | Bolton Equities Black Spoke | Bolton Equities Black Spoke | St Michel-Mavic-Auber93  | St Michel-Mavic-Auber93  | St Michel-Mavic-Auber93  | CIC U Nantes Atlantique | CIC U Nantes Atlantique | CIC U Nantes Atlantique |
| N°                          | Ciclista                    | Clas.                       | N°                       | Ciclista                 | Clas.                    | N°                      | Ciclista                | Clas.                   |
| 181                         | Ollie Jones                 | 91°                         | 191                      | Rudy Barbier             | 87°                      | 201                     | Pierre Barbier          | R                       |
| 182                         | James Fouché                | R                           | 192                      | Romain Cardis            | 33°                      | 202                     | Léo Danès               | 41°                     |
| 183                         | George Jackson              | 46°                         | 193                      | Nicolas Debeaumarché     | 49°                      | 203                     | Maël Guégan             | 17°                     |
| 184                         | Luke Mudgway                | R                           | 194                      | Théo Delacroix           | 101°                     | 204                     | Jordan Jegat            | 83°                     |
| 185                         | Bailey O'Donnell            | R                           | 195                      | Joris Delbove            | R                        | 205                     | Yaël Joalland           | 61°                     |
| 186                         | Jacob Scott                 | 105°                        | 196                      | Thomas Gachignard        | 9°                       | 206                     | Emmanuel Morin          | 28°                     |
| 187                         | Paul Wright                 | R                           | 197                      | Morné Van Niekerk        | 15°                      |                         |                         |                         |
| Nice Métropole Côte d'Azur  |                             |                             |                          |                          |                          |                         |                         |                         |
| N°                          | Ciclista                    | Clas..                      |                          |                          |                          |                         |                         |                         |
| 211                         | Julian Lino                 | 112°                        |                          |                          |                          |                         |                         |                         |
| 212                         | Jonathan Couanon            | 114°                        |                          |                          |                          |                         |                         |                         |
| 213                         | Andrea Mifsud               | R                           |                          |                          |                          |                         |                         |                         |
| 214                         | Damien Girard               | 71°                         |                          |                          |                          |                         |                         |                         |
| 215                         | Paul Hennequin              | R                           |                          |                          |                          |                         |                         |                         |
| 216                         | Jean-Louis Le Ny            | 104°                        |                          |                          |                          |                         |                         |                         |
| 217                         | A. Narbonne Zuccarelli      | 74°                         |                          |                          |                          |                         |                         |                         |